# Forskningens Døgn
Forskningens Døgn er en årligt tilbagevendende landsdækkende forskningsfestival i Danmark, der blev afholdt for første gang i 2005. 
Begivenheden finder sted i uge 17 i april måned.
Målet med Forskningens Døgn er at give befolkningen muligheden for at komme tættere på forskningen og forskerne muligheden for at vise befolkningen, hvad de arbejder med. 
Den overordnede arrangør af Forskningens Døgn er Forsknings- og Innovationsstyrelsen, der er en styrelse under Uddannelsesministeriet, men det er lokale aktører som forskningsinstitutioner, forskningsbaserede virksomheder og værtskommuner, der står for de enkelte arrangementer.
I 2011 kunne publikum opleve mere end 200 forskningsarrangementer fordelt over hele landet under Forskningens Døgn. Der er under Forskningens Døgn ofte tale om arrangementer, der giver publikum muligheden for selv at deltage aktivt i arrangementerne, f.eks. ved at deltage i videnskabelige forsøg.
Det er gratis at deltage i arrangementerne under Forskningens Døgn, og alle er velkomne.
Kronprinsesse Mary er protektor for Forskningens Døgn.